# Skitour-Unglück im Wallis (2018)

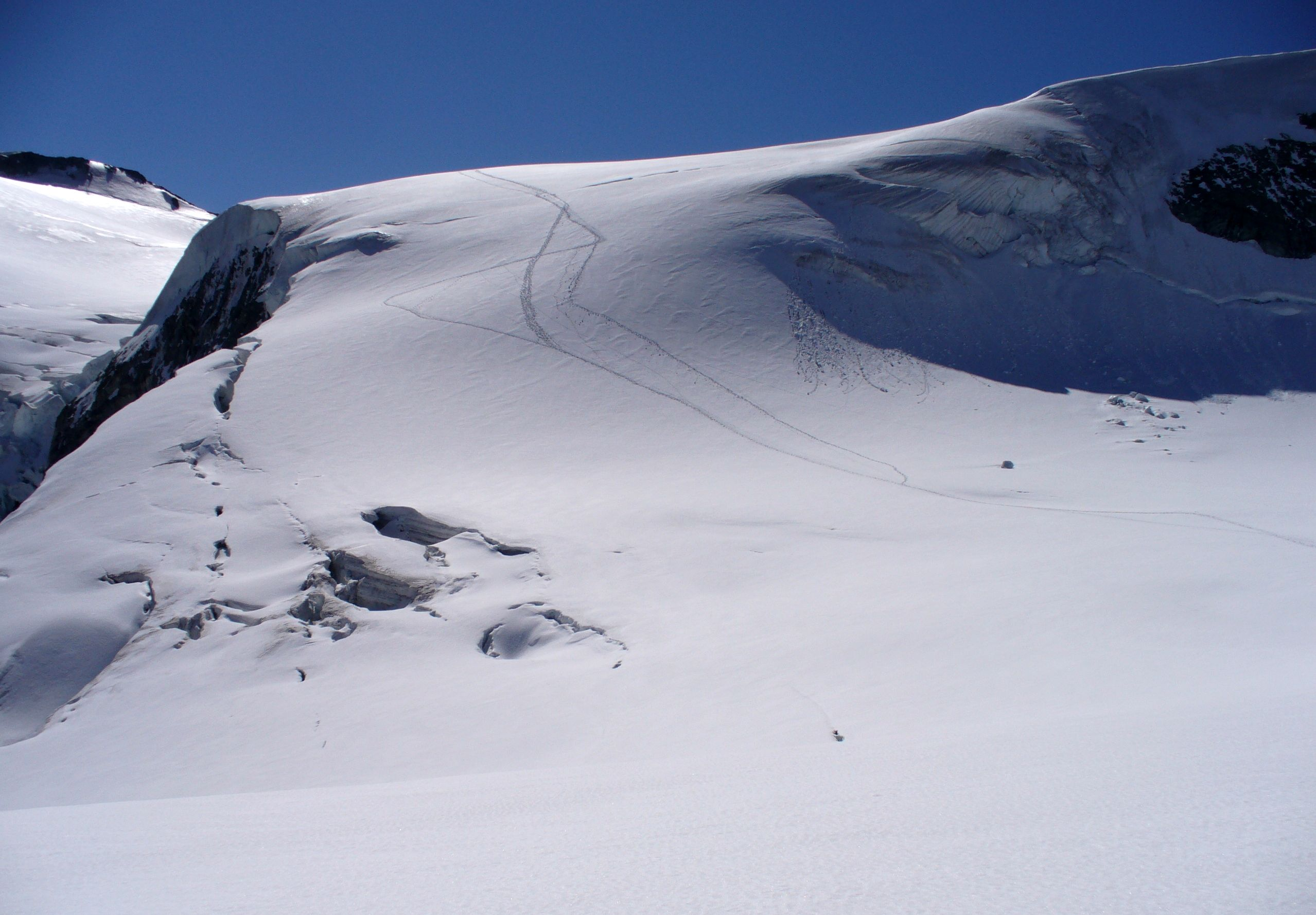
Route La Serpentine: Blick vom Col du Tsijiore Nouve (ca. 3450 m) hinauf zum Col du Brenay (3615 m). Der Pigne d’Arolla ist am linken Bildrand teilweise zu sehen.

Bei einem Skitour-Unglück im Wallis nahe der italienischen Grenze starben Ende April 2018 sieben Menschen, nachdem 14 Skitourengänger am 29. April, einem Sonntag, in ein Unwetter gerieten. Sie waren auf der Route La Serpentine unterwegs, einem Abschnitt der bekannten Haute Route in den Walliser Alpen zwischen Chamonix und Zermatt. An diesem Tag brachen sie bei der Berghütte Cabane des Dix 2928 m ü. M. auf und wollten die Cabane des Vignettes (3160 m) erreichen. Unterwegs traten jedoch in der Nähe des Pigne d’Arolla Nebel, starker Wind und Schneefall auf. Die Strecke zwischen den beiden Hütten gilt als anspruchsvoll, führt durch Gletschergebiet, hat etwa 980 Höhenmeter im Aufstieg und ist über 8 Kilometer lang. Über mehrere Kilometer hinweg befindet man sich oberhalb von 3600 Meter Höhe.
Während mehrere Todesopfer bei Lawinen-Unglücken nicht aussergewöhnlich sind, sorgte der Unterkühlungstod so vieler Tourengeher für Aufsehen.

## Ablauf der Ereignisse
Die Tourengeher hatten neben weiteren Gruppen in der Cabane des Dix-Hütte übernachtet. Sie brachen in zwei Gruppen etwa gegen 6.30 Uhr auf, kurz nach Sonnenaufgang. Eine Gruppe bestand aus zwei französischen Ehepaaren, die ohne Bergführer unterwegs waren, nur mit Karte und Kompass.
Die andere Gruppe setzte sich aus einem Bergführer und dessen Frau sowie acht Kunden zusammen. Der Bergführer aus dem Tessiner Muggiotal leitete seit vielen Jahren ein alpinistisch orientiertes Reisebüro in Chiasso. Er war sehr erfahren und hatte bereits vier der Seven Summits sowie drei Achttausender bestiegen. Mehrere dieser Gruppe Zugehörige hatten langjährige Erfahrung mit Skitouren, eine Teilnehmerin war im Vorjahr auf dem Aconcagua gewesen; einige Teilnehmer hatten weniger Erfahrungen gesammelt. Dem Bergführer war die Organisation und Buchung der Hütten der mehrtägigen Begehung der sogenannten Haute Route anvertraut.
Für die Zehnergruppe handelte es sich um den vorletzten Tag auf der Haute Route, die von Chamonix nach Zermatt führt. Auf der fünften Etappe wird zwischen der Dix- und der Vignettes-Hütte der höchstgelegene und dem Wetter am stärksten ausgesetzte Teil der Strecke zurückgelegt.

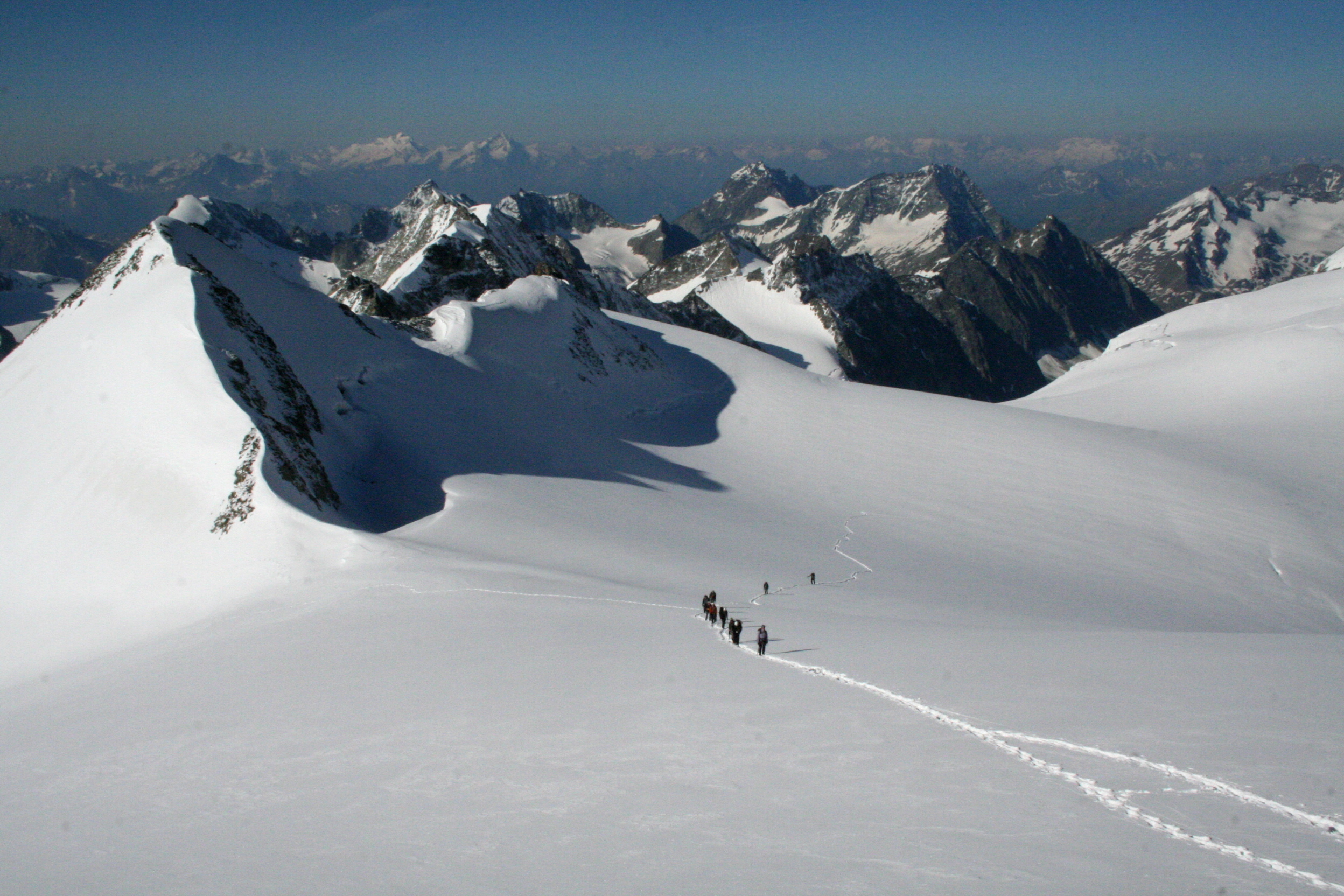
Blick vom Pigne d’Arolla zurück auf den oberen Brenaygletscher und die Aufstiegsroute. Der Sattel am linken Bildrand liegt auf etwa 3740 m und wurde von den beiden Gruppen erst kurz vor 17.00 Uhr erreicht, da sie sich auf dem Gletscher verirrten. Eine andere Gruppe hatte ihn bereits um 10.40 Uhr überschritten.

Ein aus Italien stammender Überlebender berichtete, dass die Temperatur in der Nacht auf Montag auf −5 °C bis −10 °C gesunken sei; wegen der schlechten Sicht hätten sie mehrmals die Orientierung verloren. Nach Aussage eines Teilnehmers nutzte der Bergführer zur Navigation eine GPS-App auf seinem Mobiltelefon (was unter Bergführern üblich sei). Er hatte allerdings kein GPS-Handheld dabei, im Unterschied zu einem der Teilnehmer. Doch war auf dessen Gerät nur die Sommer- und nicht die Winter-Route abgespeichert. Da es ihnen damit nicht gelang, in Nebel und Schneetreiben den richtigen Weg auf Anhieb zu finden, irrten die Tourengeher umher und erreichten mit mehreren Stunden Verspätung den Gipfelbereich des Pigne d’Arolla am Col du Brenay (3631 m) erst kurz vor 17.00 Uhr. Bis zum Sonnenuntergang verblieben den Alpinisten zwar noch fast 4 Stunden für die Strecke zur Vignettes-Hütte. Bis dahin sind auf dem rund 3 Kilometer langen Weg noch weitere etwa 100 Höhenmeter im Aufstieg zum Firnsattel des Pigne d’Arolla und im Anschluss fast 600 Höhenmeter im Abstieg (auf 3157 m) zu überwinden. Allerdings ist der Weg nicht einfach zu finden, ohne Orientierung sind insbesondere der Einstieg und die letzten Meter zur Hütte schwer aufzufinden.
Da die Sicht extrem schlecht wurde, verzichtete man auf eine Pause und setzte die Route zu Fuss auf Steigeisen fort. In den folgenden Stunden versuchten die Leute erfolglos, in einem abschüssigen vergletscherten Gelände, bei nur wenigen Metern Sichtweite, die Vignettes-Hütte zu finden. Sie fanden zwar das Steinmännchen, aufgrund der schlechten Sicht jedoch den weiteren Weg zur Vignettes-Hütte nicht. Der Versuch, mit Hilfe der Wasserleitung zur Hütte zu finden, schlug fehl, weil die Leitung nicht am Weg entlang läuft, sondern frei über einem Grund hängt. Wegen Batterieproblemen konnte der Bergführer sein Satelliten-Telefon nicht benutzen. Dem Bericht eines Überlebenden nach mussten sie vier Mal umkehren, da sie den richtigen Weg nicht fanden.

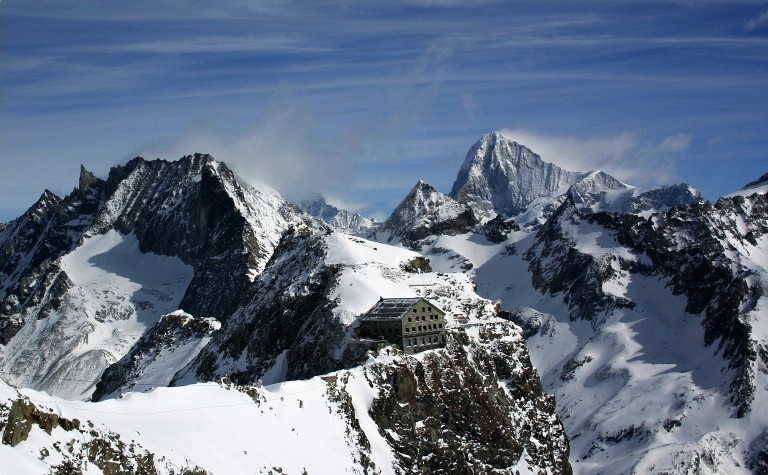
Die Vignettes-Hütte. Der Zugang erfolgt von links über den Grat.

Tatsächlich lag die Unglücksstelle nur rund 550 Meter entfernt von der rettenden Vignettes-Hütte auf 3270 m Höhe. Als von dieser am Montagmorgen um 6.30 Uhr zwei Alpinisten zur nächsten Etappe aufbrachen, sahen sie hangaufwärts eine Person liegen. Einer der beiden kletterte hinauf und fand dort den verstorbenen Bergführer. Von weiter oben waren außerdem Hilferufe zu vernehmen, sodass sie zur Vignettes-Hütte zurückkehrten, wo die Bergrettung benachrichtigt wurde. Laut den Rettungskräften war der Boden am Unglücksort hart wie Beton; die Gruppe hatte sich daher nicht zum Schutz in den Schnee eingraben können. Überlebende Teilnehmer der Tour berichteten, dass der Bergführer bereits in der Nacht die Gruppe verlassen hatte, um Hilfe zu holen. Seine Leiche wurde unweit unterhalb des Platzes gefunden, wo die Übrigen gewartet hatten. Mit insgesamt sieben Hubschraubern von Air-Glaciers, Air Zermatt und Rega wurden die zum Teil kritisch unterkühlten Personen geborgen. Gegen 12.30 Uhr befanden sich alle Teilnehmer in Kliniken. Dort starben im weiteren Verlauf sechs der Tourengänger, darunter auch die Frau des Bergführers.
Da Hütten-Übernachtungen nicht zuletzt zur Sicherheit der Tourengänger im Voraus angemeldet werden müssen, sorgte die späte Alarmierung der Rettungskräfte bei manchen Experten für Erstaunen. Laut dem Magazin Outside wollte der Bergführer ursprünglich die Nacamuli-Hütte ansteuern und entschied sich dann aufgrund der Wetterprognosen, die Vignettes-Hütte aufzusuchen, bei der sie aber nicht angemeldet waren. Die schlechte Wetterentwicklung war zumindest einem Teil der Teilnehmer bekannt.
In derselben Wetterlage starben am Mönch zwei junge Alpinisten (21 und 22) ebenfalls an Unterkühlung. Bei beiden Unglücken wurde die Suche nach Überlebenden durch die Wetterverhältnisse behindert. Ebenso starb am Monte Rosa ein Alpinist an Unterkühlung.

## Wetterentwicklung während des Unglücks
Föhnlagen führen am Alpensüdrand aufgrund der Staulage zu Wolkenbildung und lokalen Niederschlägen, die teils bis über den Alpenhauptkamm hinaus reichen. In den Hochlagen entlang des Hauptkamms und der Gipfel bedeuten die Wolken dichten Nebel. Das Ende des Föhnwindes ist ein sicheres Anzeichen für einen Wettersturz.
In einem Editorial schilderte der bekannte Meteorologe Jörg Kachelmann die Wetterentwicklung. Sämtliche verfügbaren Wettermodelle hätten bereits am 26. April für den Abend des 29. April das Ende des Föhnwindes korrekt vorausberechnet. Ebenso sagten die Prognosen vom 27. April das Wetter in der Region Arolla wie folgt – und zutreffend – voraus:
- 7 Uhr: Windböen mit 50–75 km/h
- Mittag: erste Windböen mit 100 km/h
- 13 Uhr: Wind nimmt zu, mässiger Schneefall
- 17 Uhr: Noch relativ milde Temperaturen für diese Höhe (0 bis −4 °C), jedoch muss dabei der wind chill berücksichtigt werden
- 19 Uhr: Starker Schneefall (5–6 cm Neuschnee in einer Stunde)
- 20 Uhr: Windböen mit rund 200 km/h, gegen 21 Uhr zwischen 10 und 12 cm Neuschnee in einer Stunde
- Nach Mitternacht: Wind flaut ab, Schneefall hört auf, jedoch Temperatursturz auf −10 °C[10]

Laut dem Wetterarchiv des Anbieters Meteoblue wurden für den ganzen 29. April und den Ort der Vignettes-Hütte 42,5 mm Niederschlag, ein durchschnittlicher Wind von 60 km/h und eine durchschnittliche Temperatur von 2 °C vorausgesagt.

## Ursachen des Unglücks
Unter Alpinismus-Experten wurde vor allem die Frage aufgeworfen, warum keiner der zum Teil sehr erfahrenen Teilnehmer die Entscheidungen des Bergführers hinterfragt hatte, obwohl sich das Wetter zunehmend verschlechtert hatte. Der Bergführer hatte seine Absichten und Informationen kaum den anderen Teilnehmern mitgeteilt; die Organisation, Planung und Führung der Gruppe lag alleinig bei ihm. Als die Skitourengänger bei der Dix-Hütte aufbrachen, entschieden sich mehrere Gruppen in der Vignettes-Hütte zur Abfahrt nach Arolla, anstelle auf grosser Höhe nach Zermatt weiterzugehen. Grund dafür waren die dortigen Sicht- und Windverhältnisse, die bereits am Morgen des 29. April schlecht waren. Es bleibt offen, warum der Bergführer keine telefonische Auskunft bei der Vignettes-Hütte eingeholt hatte. Die Recherchen des Magazins Outside legen nahe, dass das zunächst recht gute Wetter bei der Dix-Hütte die Bedenken entkräftete.
Nebensächlich war, dass die Teilnehmer nicht für eine notfallmässige Übernachtung im Freien ausgerüstet waren. Während in den USA die Unterkünfte in aller Regel weiter auseinander liegen und schlechter ausgestattet sind, was ein höheres Mass an Autonomie erfordert, können europäische Alpinisten mit leichterer Ausrüstung unterwegs sein. Ein weiterer Punkt ist, dass der Bergführer keine redundanten Orientierungshilfen mitführte.
Während die französische Gruppe sich einen etwas windgeschützten Platz zum Übernachten suchte und in der Folge keine Todesopfer zu beklagen hatte, biwakierte die Zehnergruppe an der Stelle, wo sie sich gerade befand. Dies war jedoch eine dem Wind ausgesetzte Stelle, weshalb die Lagernden rasch auskühlten.

## Opfer
Aus der Zehnergruppe überlebten drei:
- eine Deutsche (48) aus München und
- ein Italiener (50) aus Bozen mit leichter Unterkühlung sowie
- ein Schweizer (72) aus dem Tessin mit schwerer Unterkühlung.

Es starben:
- der Bergführer Mario Castiglioni (59) vor Ort sowie
- seine begleitende Frau aus Bulgarien (52) an extremer Unterkühlung im Krankenhaus.
- von den acht Gästen fünf im Krankenhaus an extremer Unterkühlung:
  - zwei Ehepaare aus Bozen bzw. Parma (42 und 45, 52 und 53 Jahre),
  - eine Frau aus Bozen (44 Jahre)

Aus der Gruppe der Franzosen (zwei Ehepaare aus Tignes) überlebten alle:
- zwei Männer und eine Frau (55, 57 und 58 Jahre) erfuhren leichte Unterkühlungen
- eine Frau überlebte mit schweren Unterkühlungen

## Dokumentation
- Zwei Jahre Recherche und modernste Technik für den «DOK»-Film «Todesfalle Haute Route – Rekonstruktion eines Dramas». Koproduktion von SRF, SRG SSR, ServusTV und Arte, 2023. Das Reenactment wurde von Spiegel TV produziert. (Beschreibung)
  - Todesfalle Haute Route – Rekonstruktion eines Dramas. SRF, 2023 (Video, 90 Min.)
- «Haute Route» – Das Drama. SRF, 2018 (Video, 16 Min.)
- Abenteuer Alpen – Die Skitour des Lebens. SRF, 2021 (Video, 93 Min.) (Keine Doku über das Unglück, sondern über eine andere Gruppe, die diese Strecke geht)